# Huculové

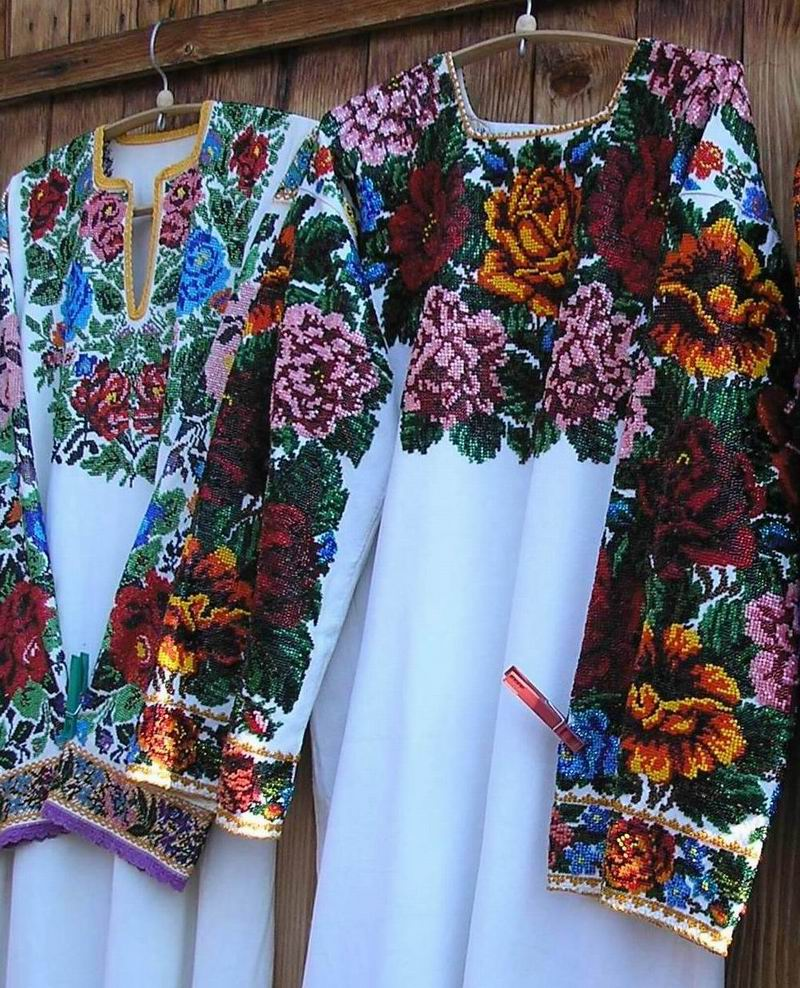
Huculský kroj

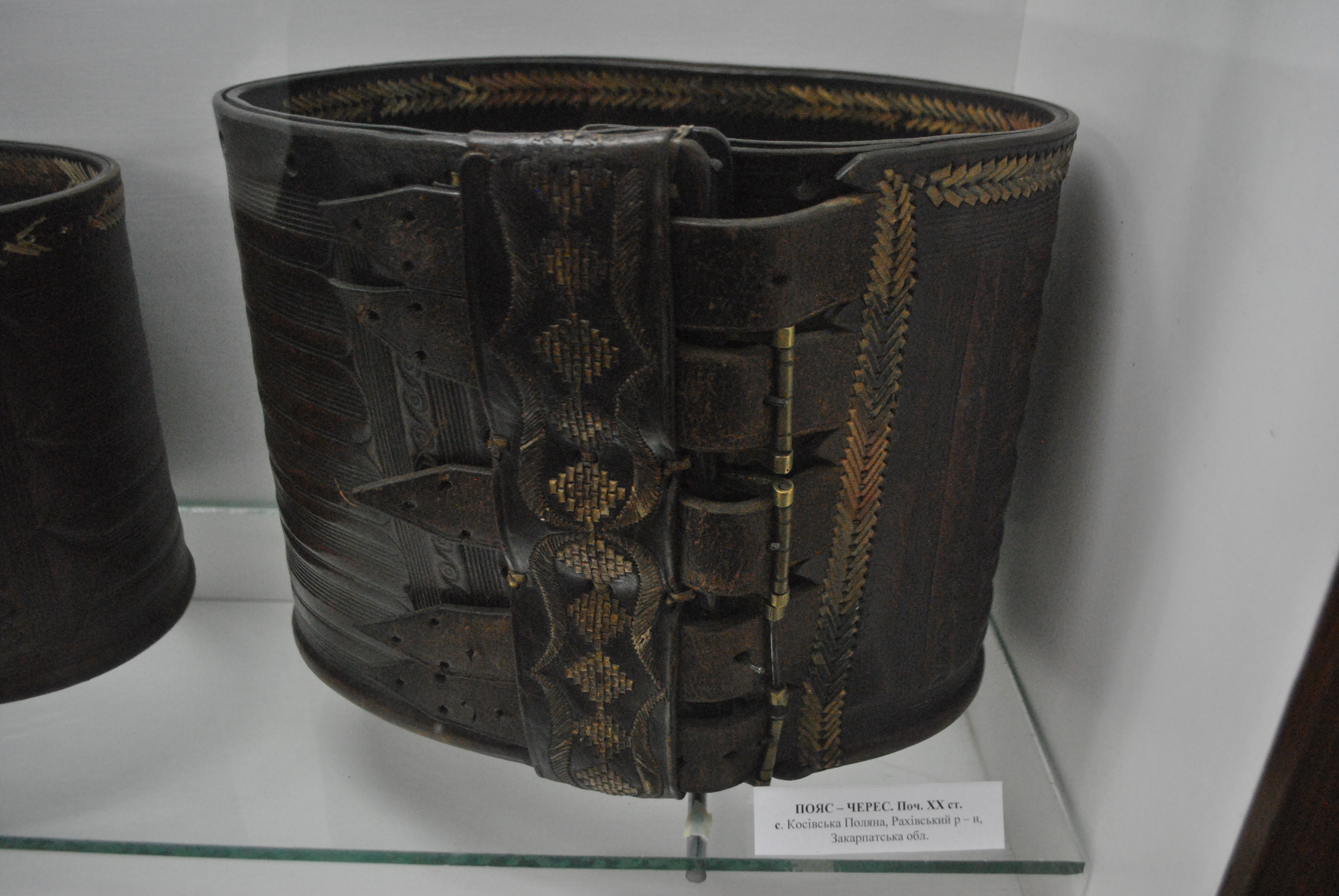
Huculský čepec z počátku 20. století (Kosivská Poljana)

Huculové (ukr. гуцули, sg. гуцул; rum. Huţuli, sg. Huţul, pol. Huculi, sg. Hucuł) jsou východoslovanské etnikum obývající svahy Karpat na rumunsko-ukrajinském pomezí, zejména oblast Čornohory (části Zakarpatské, Ivanofrankivské a Černovické oblasti Ukrajiny a rumunských žup Maramureš a Suceava v historické Bukovině). Centrem Huculů v Zakarpatské oblasti je město Jasiňa a v Ivanofrankivské oblasti město Kolomyja, většina Huculů však žije v horských vesnicích.
Samotní Huculové v minulosti označovali sami sebe za „Rusíny“. V současnosti se vlivem asimilace většina Huculů hlásí k ukrajinské národnosti, jen malá část k rusínské národnosti; někteří rumunští Huculové pak udávají také rumunskou národnost. Ukrajinskými úřady jsou pokládáni za Ukrajince. Avšak spíše než sebeidentifikace s národem existuje u Huculů silné vědomí územní příslušnosti. Nábožensky jsou Huculové převážně řeckokatolíci a pravoslavní.

## Dějiny a kultura
Huculové hovoří svébytným nářečím rusínštiny, která se vůči standardní ukrajinštině poměrně odlišuje. Mají vlastní zvyky, kulturu a kroje. Život v huculských horských vesnicích popsala mj. spisovatelka Olha Kobyljanska. Cenným svědectvím o kultuře a tradici Huculů a celé multietnické Verchovyny je dílo Stanisława Vincenze.
Od jména byl odvozen i název pro horské plemeno koní chované původně v rumunské Bukovině. Je to tzv. huculský kůň (hucul).
Po skončení první světové války si obyvatelé kraje vytvořili Huculskou republiku. Ta však trvala pouhé čtyři měsíce.